# Colin Kolles
Colin Kolles (ur. 13 grudnia 1967 w Timișoarze) – dyrektor zespołu HRT F1 Team. Wcześniej zajmował identyczne stanowisko w zespołach Jordan, Midland, Spyker oraz Force India (od 2005 do 2008). Ma obywatelstwo niemieckie.